# Gherghița
Gherghița is een Roemeense gemeente in het district Prahova.
Gherghița telt 1926 inwoners.